# Perspektiva

Perspektiva dolazi od latinske riječi prospicere što znači vidjeti ili razabrati. Perspektiva je stajalište s kojeg se promatra, gledište, način gledanja, način razmatranja, poimanje.
Pojam perspektiva koristi se u likovnoj umjetnosti, filmskoj umjetnosti, računalnim igrama, književnosti, filozofiji, retorici, optici i dr.